# Шаамі-Юрт
Шаамі-Юрт (рос. Шаами-Юрт) — село у Ачхой-Мартановському районі Чечні Російської Федерації.
Населення становить 4841 особу (2019). Входить до складу муніципального утворення Шаамі-Юртовське сільське поселення .

## Географія
Село Шаамі-Юрт розташоване на відстані 15 кілометрів від районного центру Ачхой-Мартанова.

## Історія
Згідно із законом від 14 липня 2008 року органом місцевого самоврядування є Шаамі-Юртовське сільське поселення.

## Населення
| 1990  | 2002  | 2010  | 2012  | 2013  | 2014  | 2015  |
| ----- | ----- | ----- | ----- | ----- | ----- | ----- |
| 2814  | ↗3202 | ↗4018 | ↗4197 | ↗4340 | ↗4403 | ↗4484 |
| 2016  | 2017  | 2018  | 2019  |       |       |       |
| ↗4568 | ↗4646 | ↗4740 | ↗4841 |       |       |       |